# Platja de la Punta del Riu (Mont-roig del Camp)
La platja de la Punta del Riu és una platja semiurbana del municipi de Mont-roig del Camp (Baix Camp), situada a l'extrem sud del nucli urbà de Miami Platja. Limita al nord amb la platja de Cristall i al sud amb la desembocadura del riu de Llastres, al límit del terme municipal de Vandellós i l'Hospitalet de l'Infant, que la separa de la platja homònima d'aquest municipi. Té una longitud de 223 metres, formada per sorra fina i daurada. Hi estan permesos el gossos.